# Дон Кихот (балет)
 Тази статия е за балета „Дон Кихот“.  За други значения вижте Дон Кихот (пояснение).  
„Дон Кихот“ е балет по романа „Дон Кихот де ла Манча“ (на испански: Don Quijote de la Mancha) на испанския писател Мигел де Сервантес.
Счита се, че е сред най-ярките и велики творения измежду класическите балети. Спектакълът е поставян от много балетни трупи по целия свят в различни варианти. Първата постановка е във Виена през 1740 г.

## Балет по музика на Лудвиг Минкус

### История
Балетът „Дон Кихот“ по безсмъртното произведение на Мигел де Сервантес и музика на Лудвиг Минкус е поставена за пръв път от Мариус Петипа. По-късно ученикът на Петипа, руският балетмайстор Александър Горский поставя своя редакция на балета. Самият Петипа е живял в Испания, чиято култура дава силно отражение върху творчеството му. 
Премиерата на балета по хореография на Петипа и музика на Минкус се състои на 14 декември 1869 г. в „Болшой театър“ в Москва. Балетът има множество редакции. В края на ХХ век свои редакции, значително отличаващи се от първоначалната версия, създават други хореографи като Алексей Ратманский и Борис Ейфман.

### Сюжет
В романа на Сервантес основа на сюжета е образът на печалния рицар Дон Кихот, готов на всякакви подвизи и благородни постъпки. В балета „Дон Кихот“ обаче той е второстепенен персонаж, а сюжетът се съсредоточава на любовната история на Китри и Базил, изпълняващи свои вариации на градския площад.
Кръчмарят Лоренцо иска да омъжи дъщеря си Китри за богатия аристократ Гамаш. Но Китри е влюбена в бръснаря Базил. Дон Кихот, начел се на рицарски романи, вижда във въображението си образа на Дулсинея, за която взема Китри.
По време на празнично веселие в кръчмата Базил разиграва сцена на самоубийство и Китри умолява баща си да благослови любовта им. Лоренцо се колебае. Възмутеният Дон Кихот заповядва да се изпълни молбата. С неохота Лоренцо ги благославя. Базил бързо се изправя цял и невредим – неговото самоубийство е било само шега. Приятелите избутват Гамаш от кръчмата.
Всеобщото веселие и танците продължават. На площада всичко е готово за празника в чест на влюбените. В тържествен марш се събират гости. Среди тях са благородният рицар Дон Кихот и неговият оръженосец Санчо Панса.

## Балети по музика на други композитори
В периода от 1740 до 1965 г. балети по романа на Сервантес „Дон Кихот“ са създавани и от други композитори и балетмайстори под различни имена: „Дон Кихот“, „Дон Кихот де ла Манча“, „Дон Кихот и Санчо Панса“, „Портрет на Дон Кихот“, „Сватбите на Гамаш“.
Сред най-известните автори са композиторите Жозеф Старцер, Рудолф Цинк, Гофредо Петраси, Йозеф Щребингер, Роберто Герхард, Жак Ибер, Николай Набоков, както и балетмайсторите Жан-Жорж Новер, Шарл Дидло (наричан „бащата на руския балет“), Джордж Баланчин.